# NGC 5204

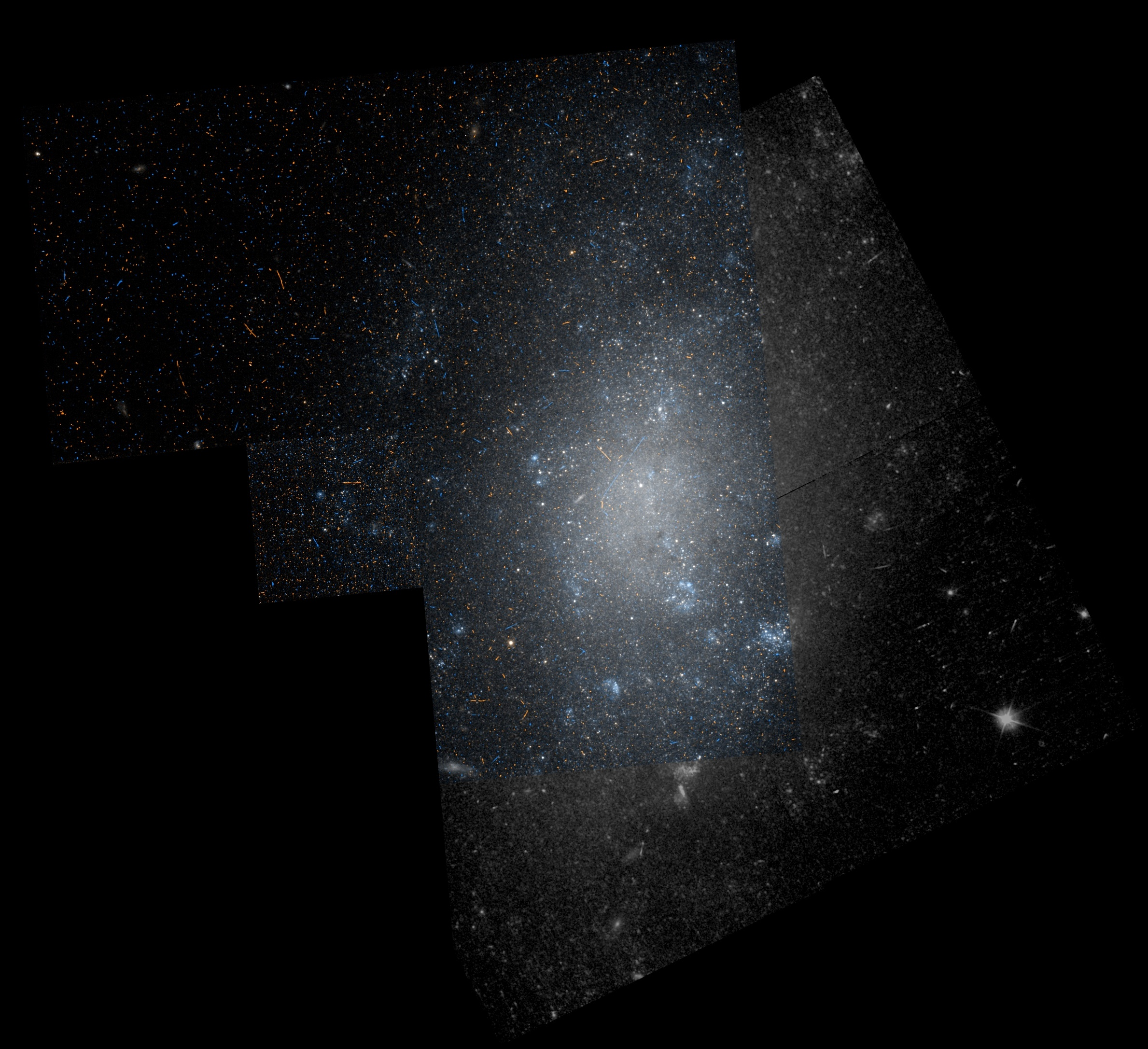
Hình ảnh của NGC 5204

NGC 5204 là tên của một thiên hà xoắn ốc Magellan nằm trong chòm sao Đại Hùng và nằm trong nhóm Messier 101. Khoảng cách của nó với trái đất của chúng ta xấp xỉ khoảng 14,5 triệu năm ánh sáng. Phân loại hình thái học của nó là SA(s)m và rất bất thường với dấu hiệu rõ ràng nhất là ở cấu trúc nhánh xoằn ốc của nó. Đặc điểm nổi bật nhất của thiên hà này là là có một nguồn phát ra tia X vô cùng lớn được định danh là NGC 5204 X-1. Do vậy nó trở thành đối tượng của nhiều nghiên cứu không chỉ do nguồn phát xạ tia X mà còn do khoảng cách của nó với chúng ta tương đối gần.

## Cấu trúc
Với đường kính xấp xỉ 6000 parsec, NGC 5204 nằm giữa một vài thiên hà lùn có kích thước nhỏ hơn và một vài thiên hà hà lớn hơn, nổi bật hơn chẳng hạn là thiên hà Tiên Nữ.Trong khi tổng thể cấu trúc của nó thì rất bất thường, nhưng ta vẫn thấy một cấu trúc các nhánh xoắn ốc lờ mờ xuất hiện ở cuối đĩa thiên hà chính.Điều này có lẽ là do bản thân nó là một thiên hà xoắn ốc Magellan, chỉ sau đám mây Magellan lớn, nó là ví dụ nổi tiếng cho kiểu hình thiên hà hiếm gặp này. Mặc dù bán kính của nó lớn hơn đám mây Magellan lớn gần phân nửa, nhưng khối lượng của nó chỉ bằng 10% khối lượng của đám mây Magellan lớn và 0,1% khối lượng của Ngân Hà, tức 8 x 108 lần khối lượng mặt trời và độ chiếu sáng của nó là khoảng gấp 6 x 108 lần khi so với mặt trời.

## Dữ liệu hiện tại
Theo như quan sát, đây là thiên hà nằm trong chòm sao Xử Nữ và dưới đây là một số dữ liệu khác:
Xích kinh 13h 29m 36.5s
Độ nghiêng +58° 25′ 07″
Giá trị dịch chuyển đỏ +201 km/s
Cấp sao biểu kiến 11.73
Kích thước biểu kiến 5.0′ × 3.0'
Loại thiên hà SA(s)m